# Енакиевец
«Енакиевец» — мини-футбольный клуб из Енакиево. Создан 22 декабря 2000 года. Главный тренер — Олег Солодовник.

## История
В сезоне 2000/2001 годов клуб выиграл чемпионат и кубок области по мини-футболу.
В 2002 году клуб занял первое место в итоговом турнире Восточной зоны второй лиги Чемпионата Украины и первое место на финальном турнире второй лиги. После этого команда была допущена в Высшую лигу на пустовавшее место, закреплённое за мини-футбольным клубом «Укртелеком».
В сезоне 2002/2003 годов МФК «Енакиевец» занял 4 место в чемпионате Украины по мини-футболу. В сезонах чемпионата Украины по мини-футболу 2002/2003 и 2003/2004 годов команда занимала третье место.
В 2005 году команда заняла первое место на Кубке «Освобождения Харькова». В 2006 году команда заняла первое место на Кубке «Большого Днепра».
В 2007 году команда выиграла свои первые большие трофеи: кубок и суперкубок Украины.

## Достижения
- Обладатель Кубка Украины по мини-футболу: 2007
- Обладатель Суперкубка Украины по мини-футболу: 2007